# Stefan Broeckx
Stefaan Werbrouck (Izegem, 2 januari 1958), pseudoniem Stefan Broeckx, is een Vlaamse schrijver en scenarist. Hij publiceerde naast thrillers ook jeugdboeken, romans en gedichten. Hij woont en werkt in Rome.

## Biografie
Werbrouck studeerde theologie en filosofie aan de KU Leuven. Van 1981 tot 1984 werkte hij met zijn echtgenote Karlijn Demasure, in Bwamanda (R.D. Congo). Daarna ging hij aan de slag als leraar in het secundair onderwijs. In 1995 was hij een van de laureaten van de Prix de Genève Europe (EBU) en kreeg hij een beurs voor een stage als scenarist bij de VRT. Als schrijver debuteerde hij in 1997 bij uitgeverij Manteau met de thriller De Offerdans. In datzelfde jaar ging hij aan het werk als scenarist voor de VTM-serie Wittekerke, waar hij later headwriter werd (1997-2007). Van 2006 tot 2013 was hij scenarist en scripteditor voor de reeks Zone Stad. In 2008 was hij ook headwriter van de telenovela LouisLouise. Werbrouck werkte ook occasioneel mee aan andere reeksen zoals Sedes & Belli, Familie en Danni Lowinski.
Stefaan Werbrouck was ook een tijdlang actief als beeldhouwer. Hij maakte sculpturen in brons, onder meer de Papeters, een levensgroot dansend paar op het kerkplein van de gemeente Dentergem.
Sinds 2012 woont en werkt Stefaan Werbrouck in Rome en in het Vaticaan. In 2018 publiceerde hij bij Witsand Uitgevers Adrenaline, een eerste deel van de thrillerreeks "Rione Monti", over de Squadra Mobile van de Italiaanse politie. Het tweede deel, De godslastering (2019), is gebaseerd op een verborgen manuscript dat de stoffelijke resten van Christus onder de Vaticaanse obelisk situeert.